# 耶律庶幾
耶律庶幾（？—1059年），辽朝官员，出自耶律氏。是辽太祖耶律阿保机四弟耶律寅底石的后裔，属大横帐季父房。学者推测他是耶律斡特剌的父亲。
耶律庶几自太平元年（1021年）进人仕途，重熙四年（宋仁宗景祐二年，1035年），担任林牙、保大节度使，与政事舍人刘六符至宋朝贺乾元节。曾先后任建州、沈州、信州、双州、宾州、龙化州、平州节度使。重熙十三年（1044年），担任昭德军节度使、沈岩等州管内观察处置等使、崇禄大夫、检校太师、使持节沈州诸军事、行岩州事、兼御史大夫、上柱国、漆水郡开国侯、食邑一千五百户、实封一百五十户。重熙二十二年（1053年），任平州，戚武军节度、副州管内观察处置等使、崇禄大夫、检校太师、守太子太保、使持节副州诸军事、行副州诸使、知辽兴军节度、平、滦、营三州观察处置等使事、兼御史大夫、上柱国、漆水郡开国公、食邑五千户、食实封五百户。清宁五年（1059年）病卒，妻特封彭城郡夫人刘氏。其墓葬是1965年12月在义县高台子乡水泉沟村西马鞍山下东坡清理发掘，墓志现存辽宁省博物馆。墓志刻于清宁五年（1059年），志文33行，满行39字，总计1364字。